# عبد الرحمن المرشدي
عبد الرحمن المرشدي هو ممثل كوميدي عراقي اشتهر كممثل وله اغاني كوميدية لامتيازة بصوت قوي جدا , له مسرحيات عراقية كثيرة واقد قام برمضان 2009 ببرنامج غنائي كوميدي اشترك معة ناهي مهدي وسعد خليفة والموديل رولا. 
واعتزل الفنان عبد الرحمن المرشدي الفن والغناء واصبح رادود حسيني عام 2011 ثم عاد إلى الفن عام 2013